# Lithocarpus qinzhouicus
Lithocarpus qinzhouicus är en bokväxtart som beskrevs av Cheng Chiu Huang och Yong Tian Chang. Lithocarpus qinzhouicus ingår i släktet Lithocarpus och familjen bokväxter. Inga underarter finns listade.